# Vaux-les-Prés
Vaux-les-Prés era una comuna francesa situada en el departamento de Doubs, de la región de Borgoña-Franco Condado, que el 1 de enero de 2017 fue suprimida al fusionarse con la comuna de Chemaudin, formando la comuna nueva de Chemaudin-et-Vaux.

## Demografía
| Gráfica de evolución demográfica de Vaux-les-Prés entre 1800 y 2014 |
|                                                                     |

Los datos demográficos contemplados en este gráfico de la comuna de Vaux-les-Prés se han cogido de 1800 a 1999 de la página francesa EHESS/Cassini, y los demás datos de la página del INSEE.